# Leptomorphus forcipatus
Leptomorphus forcipatus är en tvåvingeart som beskrevs av Matsumura 1918. Leptomorphus forcipatus ingår i släktet Leptomorphus och familjen svampmyggor. Arten är reproducerande i Sverige. Inga underarter finns listade i Catalogue of Life.